# Coppa Edda Ciano 1935
Coppa Edda Ciano 1935 je bila neprvenstvena dirka za Veliko nagrado v sezoni 1935. Odvijala se je 29. septembra 1935 v toskanskem mestu Lucca. 

## Rezultati

### Prva preddirka
Odebeljeni dirkači so se uvrstili v finale.
| Poz | Št | Dirkač              | Moštvo             | Dirkalnik        | Krogi | Čas/Odstop | Št. m. |
| --- | -- | ------------------- | ------------------ | ---------------- | ----- | ---------- | ------ |
| 1   | 26 | Carlo Pintacuda     | Scuderia Ferrari   | Alfa Romeo P3    | 20    | 31:36,8    | 5      |
| 2   | 14 | Renato Balestrero   | Gruppo San Giorgio | Alfa Romeo Monza | 20    | + 1:20,2   | 4      |
| 3   | 6  | Eugenio Fontana     | Privatnik          | Alfa Romeo Monza | 20    | + 1:39,0   | 2      |
| 4   | 34 | Renato Dusio        | Scuderia Subalpina | Maserati 26M     | 20    | + 2:08,2   | 7      |
| 5   | 2  | Luigi Pages         | Privatnik          | Alfa Romeo Monza | 19    | +1 krog    | 1      |
| Ods | 30 | Ferdinando Barbieri | Privatnik          | Alfa Romeo Monza | 0     | Trčenje    | 6      |
| Ods | 16 | Secondo Corsi       | Privatnik          | Maserati 26M     | 0     | Trčenje    | 3      |

- Najhitrejši krog: Carlo Pintacuda - 1:32,0

### Druga preddirka
Odebeljeni dirkači so se uvrstili v finale.
| Poz | Št | Dirkač               | Moštvo             | Dirkalnik        | Krogi | Čas/Odstop | Št. m. |
| --- | -- | -------------------- | ------------------ | ---------------- | ----- | ---------- | ------ |
| 1   | 36 | Mario Tadini         | Scuderia Ferrari   | Alfa Romeo P3    | 20    | 30:33,4    | 8      |
| 2   | 32 | Gianfranco Comotti   | Scuderia Ferrari   | Alfa Romeo P3    | 20    | + 0,2 s    | 7      |
| 3   | 4  | Eugenio Siena        | Scuderia Subalpina | Maserati 6C-34   | 20    | + 36,8 s   | 1      |
| 4   | 12 | Giovanni Minozzi     | Privatnik          | Alfa Romeo Monza | 20    | + 1:02,6   | 3      |
| Ods | 24 | Pietro Ghersi        | Scuderia Subalpina | Maserati 6C-34   | 19    |            | 6      |
| Ods | 8  | Catullo Lami         | Privatnik          | Maserati 26      |       |            | 2      |
| Ods | 16 | Victor Hugo Mallucci | Privatnik          | Maserati 26M     |       |            | 4      |
| Ods | 20 | Emilio Romano        | Privatnik          | Bugatti T51      |       |            | 5      |

- Najhitrejši krog: Mario Tadini - 1:27,2

### Niso štartali (DNS) ali se udeležili dirke (DNA)
Navedeni so posebej, ker ni znano, v kateri od preddirk bi naj nastopili.
| Št | Dirkač                | Moštvo             | Dirkalnik        |
| -- | --------------------- | ------------------ | ---------------- |
| 18 | Gino Cornaggia Medici | Privatnik          | Alfa Romeo Monza |
| 22 | Giosue' Calamai       | Privatnik          | Alfa Romeo Monza |
| 28 | Carlo Felice Trossi   | Privatnik          | Trossi           |
| 38 | Goffredo Zehender     | Scuderia Subalpina | Maserati 8CM     |
| 40 | Giulio Aymini         | Privatnik          | Alfa Romeo Monza |

### Finale
| Poz | Št | Dirkač             | Moštvo             | Dirkalnik        | Krogi | Čas/Odstop        | Št. m. |
| --- | -- | ------------------ | ------------------ | ---------------- | ----- | ----------------- | ------ |
| 1   | 36 | Mario Tadini       | Scuderia Ferrari   | Alfa Romeo P3    | 50    | 1:15:05,2         | 2      |
| 2   | 32 | Gianfranco Comotti | Scuderia Ferrari   | Alfa Romeo P3    | 50    | + 14,8 s          | 1      |
| 3   | 26 | Carlo Pintacuda    | Scuderia Ferrari   | Alfa Romeo P3    | 50    | + 23,4 s          | 8      |
| 4   | 34 | Renato Dusio       | Scuderia Subalpina | Maserati 26M     | 50    | + 1:19,2          | 4      |
| 5   | 24 | Pietro Ghersi      | Scuderia Subalpina | Maserati 6C-34   | 50    | + 1:32,2          | 6      |
| Ods | 6  | Eugenio Fontana    | Privatnik          | Alfa Romeo Monza | 19    | Motor             | 7      |
| Ods | 4  | Eugenio Siena      | Scuderia Subalpina | Maserati 6C-34   | 10    | Črpalka za gorivo | 5      |
| Ods | 14 | Renato Balestrero  | Gruppo San Giorgio | Alfa Romeo Monza | 5     | Vžig              | 3      |